# سقوط حیفا (۱۲۶۵)
سقوط حیفا (انگلیسی: Fall of Haifa) در سال ۱۲۶۵ به وقوع پیوست که طی آن بیبرس بندقداری، ضمن شکست شوالیه‌های مهمان‌نواز و تصرف قلعه حیفا، تمامی استحکامات آن قلعه را از میان برد، استحکاماتی که در زمان جنگ صلیبی هفتم توسط لوئی نهم بازسازی شده بود.